# Перепись населения США (1910)
Тринадцатая перепись населения на территории США проводилась в 1910 году. В переписи приняло участие 91 972 266 человек, что примерно на 21 % больше, чем в предыдущей переписи. Тогда по результатам переписи в стране проживало 75 994 575 человек.

## Вопросы переписи
Участники переписи предоставили следующую информацию о себе:
- Адрес проживания
- Имя
- Родственная связь с главой домохозяйства
- Пол
- Раса
- Возраст
- Семейное положение, количество лет в текущем браке
- Для женщин, количество рождённых и количество живых на момент переписи детей
- Место рождения и родной язык участника переписи и родителей
- Если участник переписи был рождён за границей:
  - Год переезда в США
  - Год получения гражданства США
  - Уровень знания английского языка
  - Родной язык
- Род занятий, отрасль промышленности и класс работника
- Отсутствие работы в течение года
- Уровень грамотности
- Посещение школы
- Находится ли жильё в собственности или арендовано
  - Если опрашиваемый является собственником, выплачен он полностью или кредит на дом открыт
- Является жильё фермой или домом
- Является ли участник ветераном Гражданской войны
- Является ли участник слепых, глухим или немым